# Eyne
Eyne (em catalão:  Eina) é uma comuna francesa na região administrativa da Occitânia, no departamento dos Pirenéus Orientais. Estende-se por uma área de 20.36 km², e possui 135 habitantes, segundo o censo de 2018, com uma densidade de 6.6 hab/km².